# 学校であった恋い話
『学校であった恋い話』（がっこうであったこいいはなし）は、同人サークルである七転び八転がりが製作した同人ゲームのWindows用ゲームソフトである。

## 概要
七転び八転がり初の恋愛シミュレーションゲーム。『1』では坂上修一・倉田恵美を、『2』では語り部の中から3年生の新堂誠・風間望・岩下明美で主人公を男女から選択可能であり、かつ同性であっても攻略可能であるという、いわゆる「男女兼用恋愛ゲーム」の体裁を取っている。
が、公式では普通の「恋愛殺戮シミュレーションゲーム」と称しており、大量の残虐描写が盛り込まれている。また、ベッドシーンや同性同士のキスシーン等は存在しないものの、同性愛を匂わせるシーンはいくつか存在している。

## 学恋

### ストーリー
あの「七不思議の集会」から数日。無事一仕事を終え、ほっとするのもつかの間。
あの個性的な人たちを思い出すと、どこか浮かない顔になる、そこのあなた。
さぁ、夏休みまでの一ヶ月、短い夏の準備を、恋の物語をはじめましょう。

### スタッフ
- 原作・監督 - 飯島多紀哉
- メインシナリオ - 飯島多紀哉・季田依子・アライコウ
  - サブシナリオ - YOSHINO・松田ちょこ
- グラフィック - 松本朝美・岡安亜友美・カサゴ
- メインプログラム - 吉野光祐
- 音楽 - sub tonic、body、lefpaul
- オープニング・エンディングテーマ
  - 曲名 - Belive My Dream
  - 作詞・編曲 - 吉野光祐
  - 作曲 - lefpaul
  - ボーカル - そこのあなた

## 学恋2
今までの学怖シリーズとは異なり、主人公が語り手で3年生だった新堂誠、風間望、岩下明美の3人になっており、それぞれの物語が綴られる。
主人公が異なる事によって、それぞれのキャラクターが他者に抱いている印象、新たな側面が描かれている。

### ストーリー
新堂編：1ヵ月後にボクシングの練習試合を控えた新堂。相手は、かつて卑怯な手段で負けた鬼島。今度こそ勝ちたい新堂は、男のプライドを賭けた1ヶ月が始まる。
風間編：実は風間望は地球侵略のために派遣されたスンバラリア星のスパイだった。ある日、上司から鳴海学園に仲間がいること、体内に爆弾を仕込まれているが本人はスンバラリア星人としての記憶を失っていることを告げられる。タイムリミットは1ヶ月。仲間探しとその記憶の修復に奮闘する。
岩下編：学園祭で公演が迫ったある日、顧問のシンババから重大な発表が…。相手役を含めて男子部員全員が食中毒で倒れ、入院してしまい、公演には間に合わない。そこで、主役を一般公募することにとなり、経験の無いメンバーで公演を成功させるべく指導の日々が始まる。

### スタッフ
- 原作・脚本・監督 - 飯島多紀哉
- シナリオ - 季田依子・かぴばら時間・チーム七転び八転がり
- グラフィック - 松本朝美・tt・慶・鳥西・松田ちょこ
- プログラム - 吉野光祐、岡安亜友美
- スクリプト - 吉野光祐、岡安亜友美、かぴばら時間
- 音楽 - lefpaul、sub tonic、body
- 学恋2OP
  - 曲名 - Belive My Dream
  - 作詞・編曲 - 吉野光祐
  - 作曲 - lefpaul
  - ボーカル - そこのあなた！
- 挿入歌「パライソハレルヤスンバラリア」
  - 楽曲製作 - MOSAIC.WAV

## 関連商品
学校であった恋い話設定資料集&攻略本
同時発刊の同人書籍。攻略対象キャラを隠し含めすべて網羅するほか、各キャラの日常を伺う質問コーナーや怪聞堂の手による書き下ろし漫画8ページを収録。
さらには飯島多紀哉の手による書き下ろし小説「岩下さんのはっちゃけ監禁日記」を収め、『四八（仮）』の舞台裏を暴露したコラムからなる一品。A5サイズ、143ページ、1000円（税込）。